# Ehrenmedaille zum 40. Jahrestag der Deutschen Demokratischen Republik

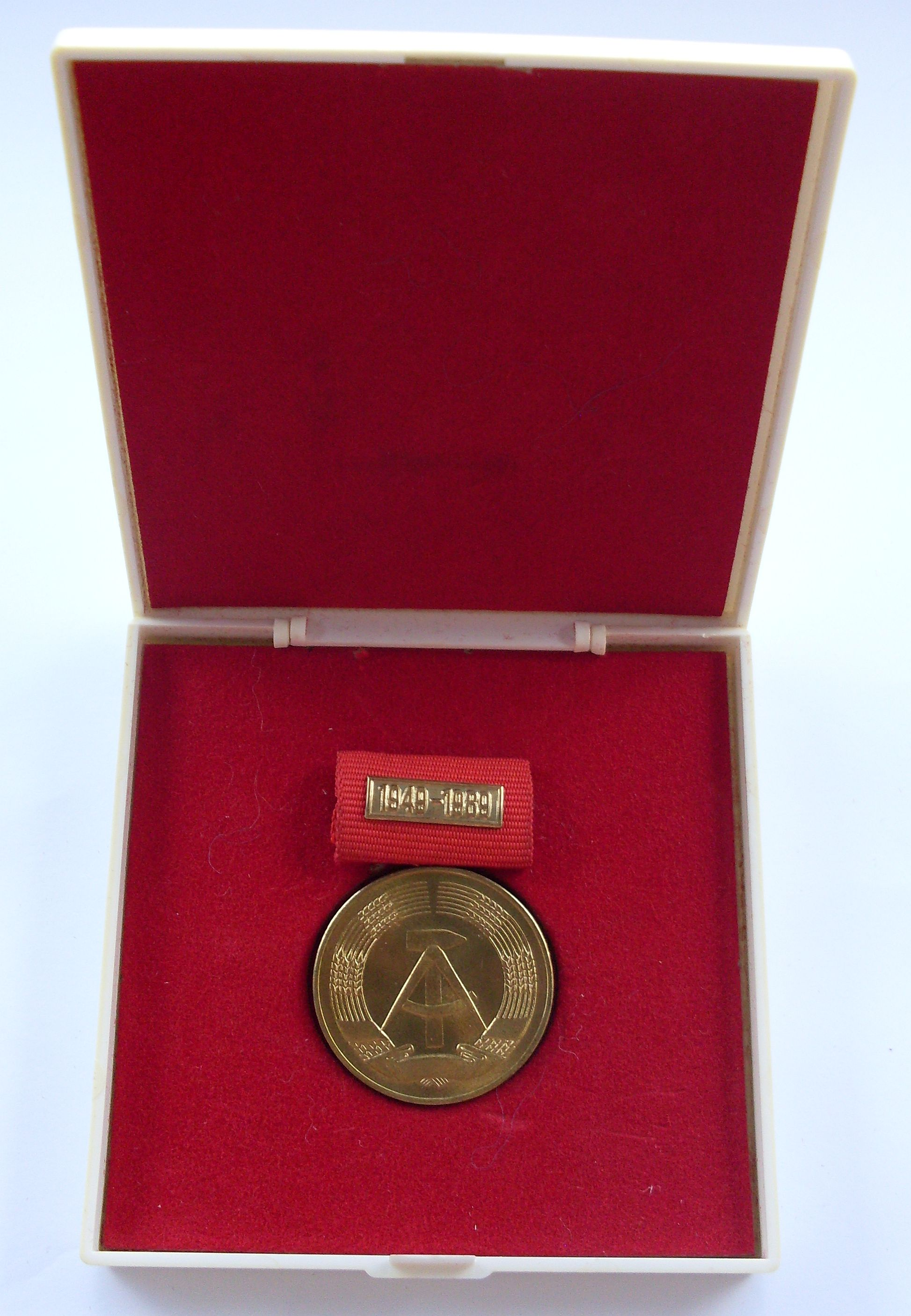
Ehrenmedaille zum 40. Jahrestag der Deutschen Demokratischen Republik im Verleihungsetui

Die Ehrenmedaille zum 40. Jahrestag der Deutschen Demokratischen Republik war eine staatliche Auszeichnung  der Deutschen Demokratischen Republik (DDR), welche in Form einer tragbaren Medaille verliehen wurde.

## Geschichte
Die Medaille wurde am 14. Oktober 1988 durch den Vorsitzenden des Staatsrates der DDR, Erich Honecker, gestiftet. Die Medaille war eine Anerkennung und Würdigung hervorragender Leistungen bei der Herausbildung und allseitigen Stärkung der DDR sowie für die aktive Teilnahme an der Gestaltung der „entwickelten sozialistischen Gesellschaft“. Die Medaille selbst konnte an alle Bürger der DDR verliehen werden. Die einmaligen Verleihungen fanden im Rahmen des „Tages der Republik“ am 7. Oktober 1989 statt.

## Vorschlagsberechtigung und Verleihungspraxis
Die Vorschlagsberechtigung zur Verleihung der Medaille lag bei den zentralen Leitungen der Partei und gesellschaftlichen Organisationen, ferner auch bei den Ministern und Leitern anderer staatlicher Organe sowie den Leitungen der Partei in den Bezirken und Kreisen sowie den Vorsitzenden der Räte der Bezirke und Kreise. Die Vorschläge waren bis zum 15. Juni 1989 an die Abteilung Kader beim Ministerrat der DDR zu senden. Die Verleihung selbst erfolgte in Veranstaltungen der Partei zum 40. Jahrestag der Gründung der DDR in Kombinaten, Betrieben und Genossenschaften, in wissenschaftlichen und kulturellen Einrichtungen.

## Aussehen und Tragweise
Die vergoldete Medaille mit einem Durchmesser von 30 mm zeigt auf ihrem Avers ganzflächig das Staatswappen der DDR. Das Revers der Medaille zeigt die fünfzeilige Inschrift: FÜR / VERDIENSTE / UM DIE DEUTSCHE / DEMOKRATISCHE / REPUBLIK. Getragen wurde die Medaille an der linken oberen Brustseite an einer rot bezogenen Spange auf deren Mitte eine kleine goldene Spange mit der Aufschrift: 1949-1989 aufgelegt war. Die Interimsspange war von gleicher Beschaffenheit.